# Greatest Hits Remixes (2 Unlimited-album)
A Greatest Hits Remixes című album a holland 2 Unlimited duó Japánban megjelent válogatáslemeze, mely többnyire remixeket tartalmaz. 
Ezen az albumon szerepel a Delight című dal, mely kislemezen nem jelent meg, az ezen a válogatáson található dalokon kívül, melyek eredeti változata kislemezen is megjelent. A Delight az első debütáló albumon az 1992-ben megjelent Get Ready! című albumon szerepel. 

## Az album dalai
| #   | Cím                                                 | Hossz |
| --- | --------------------------------------------------- | ----- |
| 1.  | "No Limit (RM Radio Edit)"                          | 3:13  |
| 2.  | "Twilight Zone (R-Control Mix)"                     | 5:42  |
| 3.  | "Get Ready For This (K-Groove Mix Edit)"            | 3:38  |
| 4.  | "Maximum Overdrive (KC Radio Mix)"                  | 4:10  |
| 5.  | "Let The Beat Control Your Body (I.O.Sonic Remix)"  | 4:57  |
| 6.  | "Workaholic (B4's Reconstruct Mix)"                 | 5:05  |
| 7.  | "Tribal Dance (Almighty Mix Radio)"                 | 3:48  |
| 8.  | "The Real Thing (B4 Za Beat Single Remix)"          | 4:06  |
| 9.  | "The Magic Friend (MST Radio Mix)"                  | 3:42  |
| 10. | "Delight (PKG Remix Edit)"                          | 4:11  |
| 11. | "No Limit (Starfighter Remix Edit)"                 | 3:17  |
| 12. | "Twilight Zone (DJ Jean Edit)"                      | 3:13  |
| 13. | "Get Ready For This (Sunclub Radio Mix)"            | 3:34  |
| 14. | "The Magic Friend (3 Drives On A Vinyl Radio Edit)" | 3:09  |
| 15. | "No Limit (Razor & Guido Remix)"                    | 4:10  |
| 16. | "Twilight Zone (Sharp "Maniac" Mix)"                | 7:11  |